# Huaca Pucllana

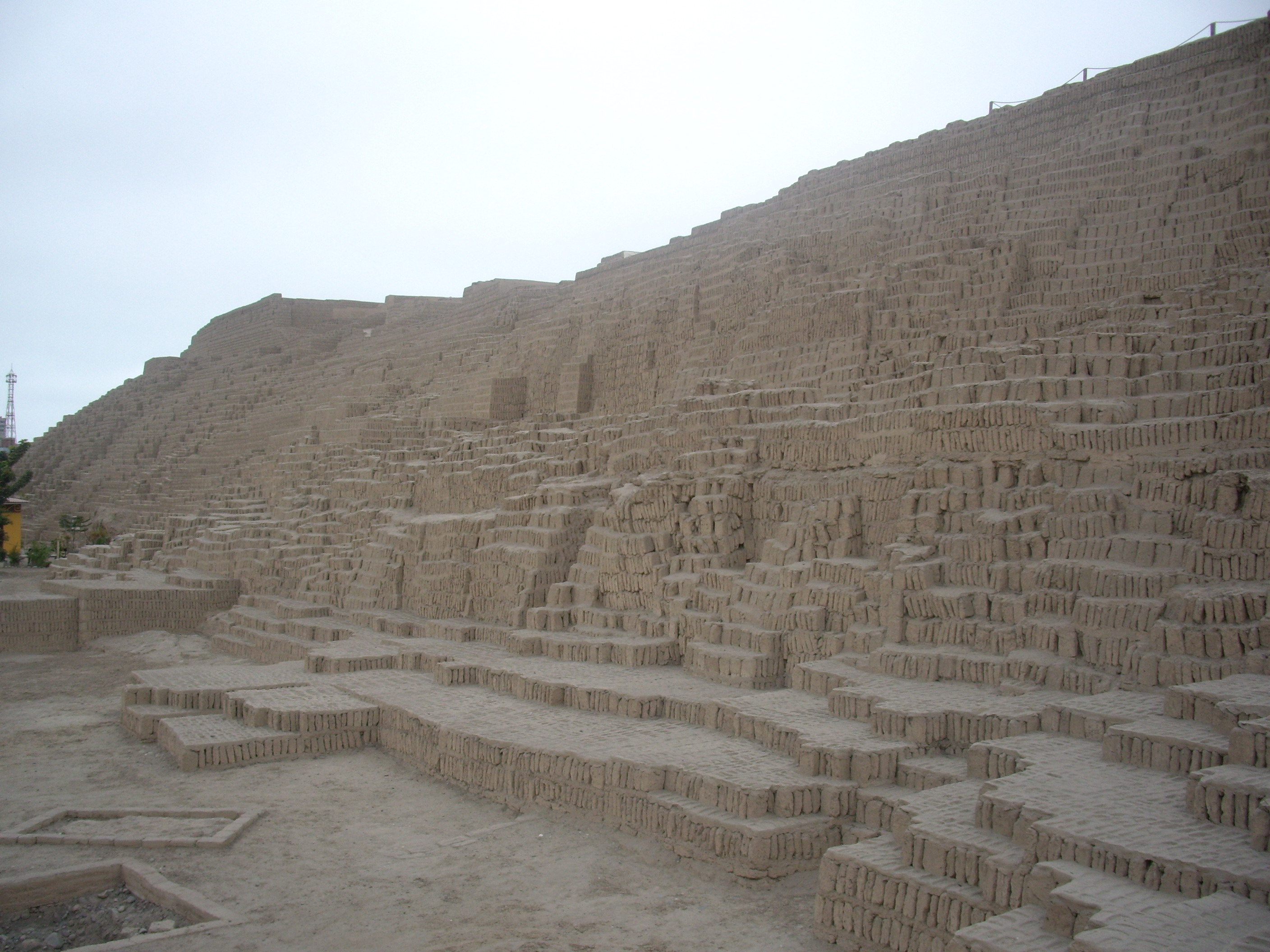
Huaca Pucllana, a Miraflores

Huaca Pucllana  és un jaciment arqueològic preinca en el districte de Miraflores de Lima, Perú. Són característics els murs de maons d'adob, construïts com lleixes, de forma que resistien els terratrèmols. Va ser construït per la cultura Lima com a lloc cerimonial. Avui és un jaciment arqueològic actiu, i va ser començat a excavar el 1982. Tot el treball d'investigació de la huaca és finançat pel Municipi de Miraflores.
Inicialment tenia una àrea d'aproximadament 20 hectàrees, però ara són només 6 hectàrees, a causa de desenvolupament urbà, que no valorava ruïnes antigues fins fa poc.

## Galeria

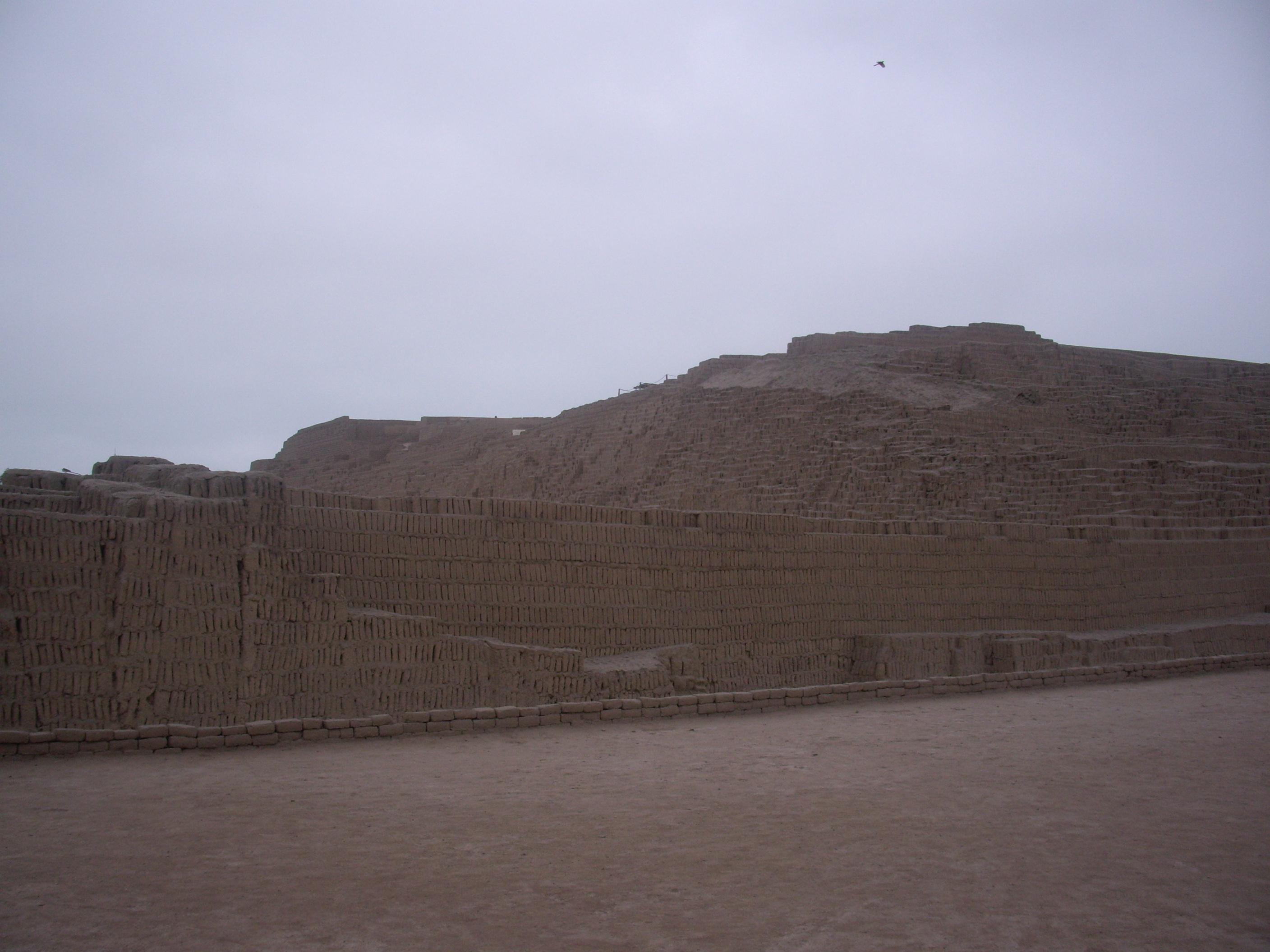
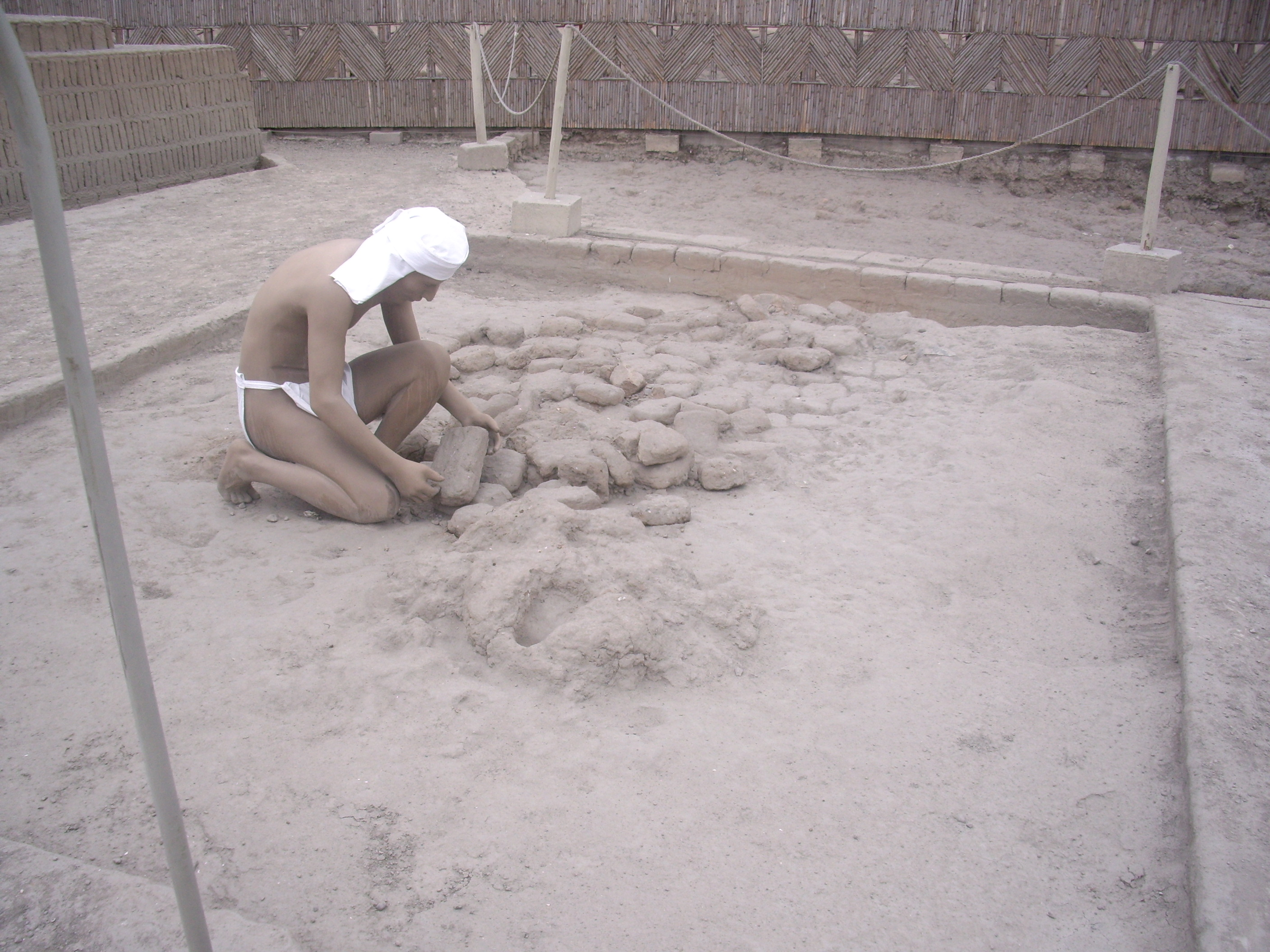
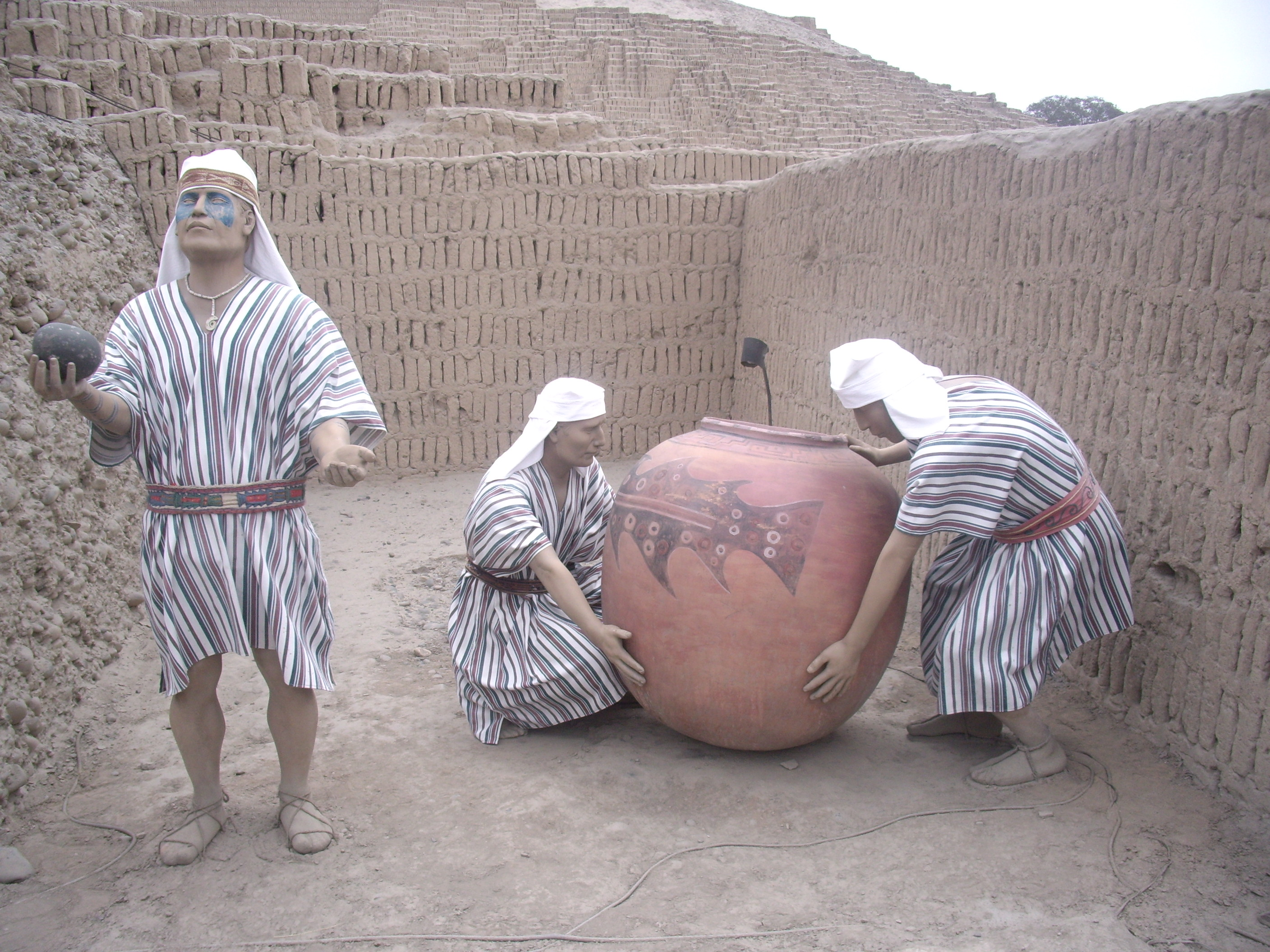